# Amphiura verticillata
Amphiura verticillata är en ormstjärneart som beskrevs av Ljungman 1867. Amphiura verticillata ingår i släktet Amphiura och familjen trådormstjärnor. Inga underarter finns listade i Catalogue of Life.